# رانکو
رانکو (به اسپانیایی: El Ranco Province) یکی از استان های شیلی است که در منطقه لوس ریوس واقع شده‌است.

## خصوصیات
رانکو ۸٬۲۳۲٫۳ کیلومترمربع مساحت و ۹۱٬۶۵۶ نفر جمعیت دارد.